# 特奥多拉·温古雷亚努
特奥多拉·温古雷亚努（羅馬尼亞語：Teodora Ungureanu，1960年11月13日—），罗马尼亚女子竞技体操运动员。她曾代表罗马尼亚获得1976年夏季奥运会体操比赛女子团体全能银牌。